# ۱۳۶۵ (قمری)
۱۳۶۵ (قمری)، هزار و سیصد و شصت و پنجمین سال در گاهشماری هجری قمری است. اول محرم این سال برابر با ششم دسامبر سال ۱۹۴۵ میلادی است.

## درگذشتگان
- ۹ ذیحجه: سید ابوالحسن اصفهانی مرجع تقلید شیعه.
- میرزا مهدی اصفهانی، از فقهای معاصر شیعه در ایران.